# Volker Rohrwick
Volker Rohrwick (* 16. Juli 1954 in Westhofen) ist ein ehemaliger deutscher Geräteturner.

## Werdegang
Rohrwick turnte erst für die TG 1862 Westhofen, später für den TB Oppau 1889. Er gewann 15 deutsche Jugendmeistertitel. Im Männerbereich wurde er 1981 deutscher Meister im Mehrkampf, 1975 (gemeinsam mit Manfred Diehl und Eberhard Gienger), 1977, 1978 (gemeinsam mit Edgar Jorek) und 1981 (gemeinsam mit Jürgen Geiger) am Boden, 1976 im Pferdsprung, 1979 und 1983 am Barren sowie 1976, 1978, 1980 und 1981 an den Ringen. Deutscher Mannschaftsmeister wurde er mit Oppau dreimal.
Er gehörte 1976 und 1984 zum Aufgebot der bundesdeutschen Olympiariege. Die Sommerspiele 1980 verpasste er wegen des Boykotts. Bei den Spielen in Los Angeles wurde er mit der Riege der Bundesrepublik Deutschland Vierter im Mannschaftsmehrkampf.
Rohrwick war in den Jahren 1978, 1979, 1981 und 1983 Weltmeisterschaftsteilnehmer. Bei der WM 1978 schloss er den Mehrkampf als 17. ab und wurde 1979 24. 1979 wurde er mit der BRD Siebter im Mannschaftsmehrkampf, 1981 Sechster sowie 1983 Achter.
1975 wurde er bei der Europameisterschaft Neunter im Mehrkampf, 1977 20. und 1979 Zwölfter.
1978 erreichte er beim Weltcup in São Paulo im Mehrkampf den 13. Platz und wurde Achter am Boden. Ein Jahr später, beim Weltcup 1979 in Tokio, wiederholte Rohrwick sein Mehrkampfergebnis (13.) und wurde an den Ringen Fünfter.
Er war beruflich als Verwaltungsbeamter tätig, von Ende der 1980er Jahre bis 2003 war er Cheftrainer am Landesleistungszentrum Rheinland-Pfalz und anschließend wieder in der Verwaltung der Stadt Ludwigshafen beschäftigt.